# Чемпіони Англії з футболу

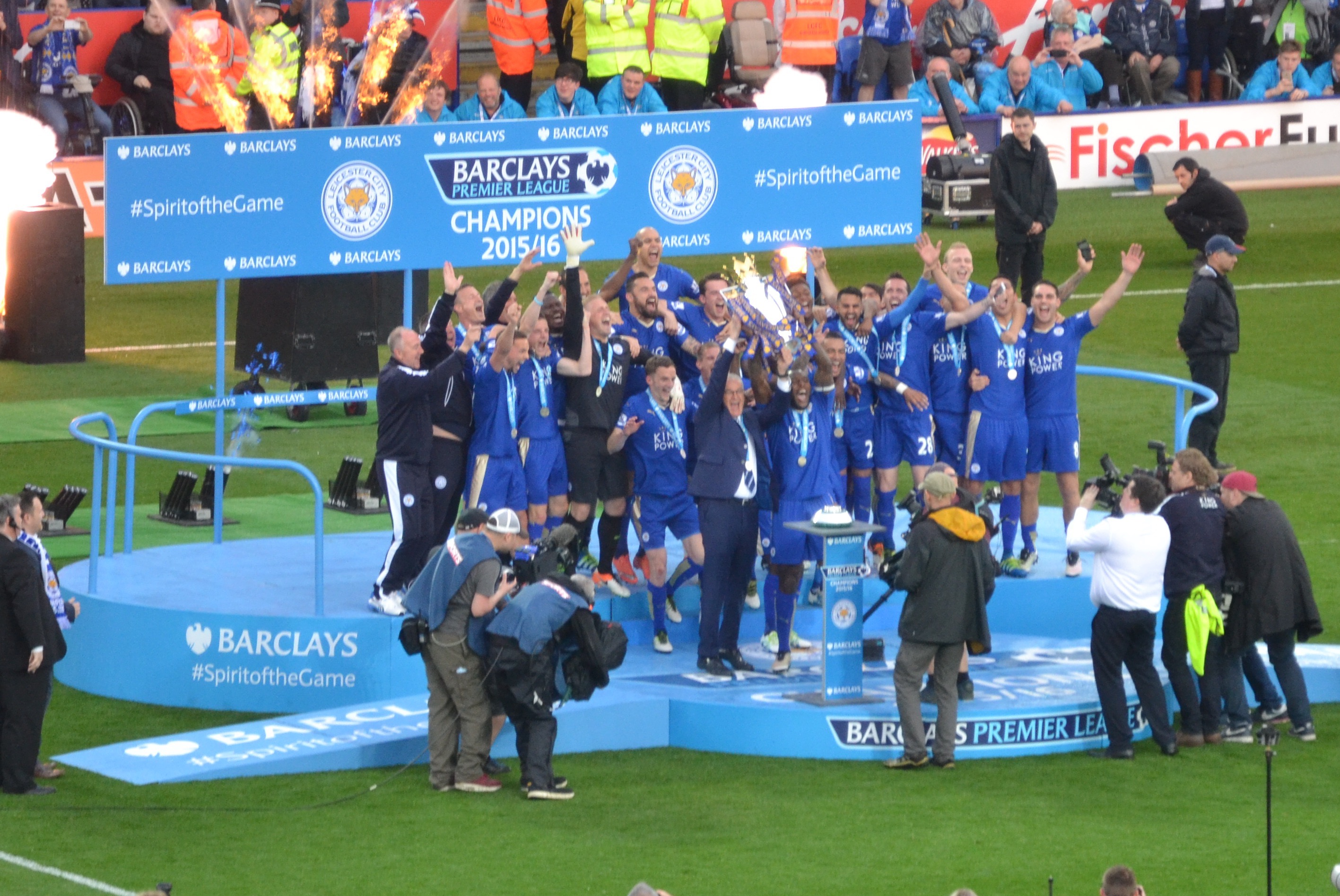
Лестер Сіті святкують перемогу в Прем'єр-лізі в сезоні 2015-16.

Чемпіонами Англії з футболу є переможці найвищого за рівнем дивізіону в англійському футболі. До сезону 1992-93 провідним дивізіоном Англії з футболу був Перший дивізіон Футбольної Ліги. Починаючи з 1992 року, коли провідні клуби відокремилися від Футбольної ліги, створена внаслідок цього Прем'єр-ліга стала найвищим дивізіоном.
Нижче наведений повний перелік чемпіонів Англії з футболу до і після створення Прем'єр-ліги станом на кінець сезону 2024-25.

## Загальна кількість чемпіонств
| Клуб                 | Кількість перемог | Переможні сезони |
| -------------------- | ----------------- | --- |
| Манчестер Юнайтед    | 20                | 1907-08, 1910-11, 1951-52, 1955-56, 1956-57, 1964-65, 1966-67, 1992-93, 1993-94, 1995-96, 1996-97, 1998-99, 1999-00, 2000-01, 2002-03, 2006-07, 2007-08, 2008-09, 2010-11, 2012-13 |
| Ліверпуль            | 20                | 1900-01, 1905-06, 1921-22, 1922-23, 1946-47, 1963-64, 1965-66, 1972-73, 1975-76, 1976-77, 1978-79, 1979-80, 1981-82, 1982-83, 1983-84, 1985-86, 1987-88, 1989-90, 2019-20, 2024-25 |
| Арсенал              | 13                | 1930-31, 1932-33, 1933-34, 1934-35, 1937-38, 1947-48, 1952-53, 1970-71, 1988-89, 1990-91, 1997-98, 2001-02, 2003-04                                                                |
| Манчестер Сіті       | 10                | 1936-37, 1967-68, 2011-12, 2013-14, 2017-18, 2018-19, 2020-21, 2021-22, 2022-23, 2023-24                                                                                           |
| Евертон              | 9                 | 1890-91, 1914-15, 1927-28, 1931-32, 1938-39, 1962-63, 1969-70, 1984-85, 1986-87 |
| Астон Вілла          | 7                 | 1893-94, 1895-96, 1896-97, 1898-99, 1899-00, 1909-10, 1980-81 |
| Сандерленд           | 6                 | 1891-92, 1892-93, 1894-95, 1901-02, 1912-13, 1935-36 |
| Челсі                | 6                 | 1954-55, 2004-05, 2005-06, 2009-10, 2014-15, 2016-17 |
| Шеффілд Венсдей      | 4                 | 1902-03, 1903-04, 1928-29, 1929-30 |
| Ньюкасл Юнайтед      | 4                 | 1904-05, 1906-07, 1908-09, 1926-27 |
| Блекберн Роверз      | 3                 | 1911-12, 1913-14, 1994-95 |
| Гаддерсфілд Таун     | 3                 | 1923-24, 1924-25, 1925-26 |
| Вулвергемптон        | 3                 | 1953-54, 1957-58, 1958-59 |
| Лідс Юнайтед         | 3                 | 1968-69, 1973-74, 1991-92 |
| Престон Норт-Енд     | 2                 | 1888-89, 1889-90 |
| Бернлі               | 2                 | 1920-21, 1959-60 |
| Портсмут             | 2                 | 1948-49, 1949-50 |
| Тоттенгем Готспур    | 2                 | 1950-51, 1960-61 |
| Дербі Каунті         | 2                 | 1971-72, 1974-75 |
| Шеффілд Юнайтед      | 1                 | 1897-98 |
| Вест-Бромвіч Альбіон | 1                 | 1919-20 |
| Іпсвіч Таун          | 1                 | 1961-62 |
| Ноттінгем Форест     | 1                 | 1977-78 |
| Лестер Сіті          | 1                 | 2015-16 |